# 中島精一
中島 精一（なかじま せいいち、嘉永元年（1848年）10月 – 1941年（昭和16年）3月9日）は明治時代の長野県の政治家、蚕種製造業者。名は直寿、号は菊堂。小県郡秋和村庄屋、長野県会議員、更級郡長兼埴科郡長、上水内郡長、小県郡長、東筑摩郡長、茨城県警部長。

## 経歴

### 庄屋・戸長
嘉永元年（1848年）10月信濃国小県郡下塩尻村（長野県上田市下塩尻）に母袋忠右衛門康保と北村氏の子として生まれた。幼くして両親を喪い、秋和村（上田市秋和）庄屋中島林太郎直道の養子となった。明治元年（1868年）8月養父直道が病没し、庄屋職を継いだ。
明治2年（1869年）7月浅間で駅逓司制度の改良会議に参加したが、議論は捗らず、帰郷した。同年上田騒動により自宅が打ちこわしに遭った。
明治3年（1870年）8月村校を設立し、上田から山田・安原某を訓導に招いた。この頃千曲川の流路変動により枡網用水が機能しなくなっており、既存用水路の復旧は費用が嵩むとして、新流路の改築を県に訴えたが、水車設置者の反対に遭ったため、県令楢崎寛直の計らいで県費により既存水路での修築が行われた。
明治5年（1872年）6月第二十二区戸長、1874年（明治7年）5月第十一大区戸長となり、1875年（明治8年）4月辞職した。1876年（明治9年）4月上田組蚕種検査人に選出され、副頭取となった。

### 県会議員・諸郡長
1878年（明治11年）8月長野県民費節減議会議員に小県郡から選出された。1879年（明治12年）2月長野県会議員に当選し、1881年（明治14年）常置委員となった。
1882年（明治15年）6月更級郡長兼埴科郡長、1883年（明治16年）11月上水内郡長、地方衛生会委員を経て、1886年（明治19年）9月更級郡長兼埴科郡長に再任された。1890年（明治23年）5月小県郡長となり、1892年（明治25年）3月郡会に蚕業学校の設立案を提出、三吉米熊を校長に招き、5月10日上田町丸堀に小県蚕業学校（長野県上田東高等学校）が開校した。辞職後蚕卵紙の製造販売事業を営み、1900年（明治33年）東筑摩郡長となった。
1902年（明治35年）5月郡長時代長野県知事だった内務大臣内海忠勝による異例の人事で茨城県警部長に抜擢されたが、1903年（明治36年）7月事務の都合により休職となった。
1915年（大正4年）第12回衆議院議員総選挙に長野県郡部から無所属で出馬し、11位の2,276票で落選した。同年喜寿を記念して『菊堂中島翁喜寿雅集』が出版された。
1941年（昭和16年）3月9日94歳で死去した。

## 栄典
- 1894年（明治27年）2月 - 正七位
- 1899年（明治32年）5月20日 - 従六位[7]